# Badiza
Badiza là một chi bướm đêm thuộc họ Erebidae.